# 电阻式传感器
电阻式传感器是传感器的一种。其基本原理是将被测物理量变化转换成电阻值的变化，再经相应的测量电路而最后显示被测量量的变化。

## 适用范围
电阻式传感器与相应的测量电路组成的测力、测压、称重、测位移、测加速度、测扭矩、测温度等测试系统，目前已成为生产过程检测以及实现生产自动化不可缺少的手段之一。

## 种类

### 电位器式电阻传感器
电位器是一种常见的机电元件，电位器按其结构形式不同，可分为线绕式、薄膜式、光电式等；按特性不同，可分为线性电位器和非线性电位器。而电位器式传感器具有一系列优点，如结构简单、尺寸小、重量轻、精度高、输出信号大、性能稳定并容易实现任意函数。其缺点是要求输入能量大，电刷与电阻元件之间容易磨损。

### 应变片式电阻传感器
应变片式电阻传感器是以应变片为传感元件的传感器。